# 儒格P系列半自動手槍
儒格P系列手槍（英語：Ruger P series）是一系列由美国槍械公司斯特姆-儒格（Sturm Ruger）在1985年設計並一直生產至2013年的中央底火式半自動手槍。P系列手槍專為軍隊、警察、民用和娛樂用途而設計。這些設計主要是以M1911手槍所用的勃朗宁槍機為基礎，但亦有著一些細微的變化，通常與保險機構和槍管與凸輪擋塊界面相關。評論認為它們堅固、可靠，而且強大，雖然這種強度是以笨重和磚塊般的外表為代價。

## 設計細節
P系列是槍管短行程後座作用操作，以及後膛鎖定的半自動手槍。它們採用了SIG P220型閉鎖系統和M1911樣式傾斜槍管設計。P系列亦採用了傳統型雙／單動操作（DA／SA）或純雙動操作（DAO）式扳機機構。
標準型號的套筒以上裝有雙手靈巧的手動保險／待擊解脫裝置；當保險桿撥下到保險位置之時，撞針會被凸輪推入套筒以內以遠離擊錘，扳機會與阻鐵分離，而擊錘亦會處於待擊解脫狀態。待擊解脫型號並無手動保險；與此相反，當撥下槓桿時，它只將撞針推入套筒以內中並使擊錘處於待擊解脫狀態。釋放槓桿以後，撞針就會彈回到正常位置。純雙動操作型號並無手動保險或待擊解脫裝置。所有型號都具有自動撞針保險，可以阻止撞針前移，除非其扳機完全向後扣下。
該手槍廣泛地採用了熔模鑄造製成的零件和專有的儒格合金。幾乎所有內部零件，包括槍管，都是由不鏽鋼製，而套筒和拋殼頂桿則是碳鋼製。由P85到P94都採用了熔模鑄製的铝製底把，而P95及後續型號則是採用玻璃钢強化聚氨酯底把。
9×19公釐帕拉貝倫彈和.40 S&W版本採用了雙排式彈匣；9×19毫米帕拉貝倫彈的彈匣容量為15發，而.40的容量則是10發。.45 ACP版本採用的則是單排式彈匣，可以裝填7—8發（取決於型號）。所有口徑相同的P系列手槍都會採用類似的彈匣設計，但至少會對9毫米口徑槍型進行稍微的修改，因此並非所有P系列的彈匣都能裝在所有P系列底把以上使用。儒格並無跟踪彈匣型號，因此比較舊式的彈匣可能無法保證在較為新型的底把以上使用。儒格警用卡賓槍也採用了P系列的彈匣。P系列手槍以上位於扳機護環後方的根部裝有雙手靈巧的彈匣釋放撥桿；它可以從任何一側向前推動以退出彈匣。
早期型的P95裝有固定型三點式準星；更新型的P95、P97和P345都具有可調節風偏的三點式準星。

## 用戶
P85最初是為了參與美國軍方1984年三軍聯合輕武器計劃而研發的，該計劃旨在以容彈量更大、更可靠，符合北約標準的武器將日益老化的M1911A1取代。P85符合軍方的所有要求，包括預期壽命為20,000發這點。儘管如此，P85並未在首兩度測試中及時達成。然而，它能夠參加其後的1988年的XM10試驗；為此，儒格向马里兰州的阿伯丁試驗場提供了30架P85。雖然表現良好，但是貝瑞塔M9手槍還是成功贏得了前兩場比試，再次獲勝並且獲得了合同。儘管如此，儒格P85確實在一些警察部門當中和民用市場以上取得了成功，因為其堅固的設計和軍用品質而確實獲聖地亞哥警察局和威斯康星州州巡警所採用。P85也被土耳其國家警察所採用。

## 犯罪用途
1991年露比餐廳槍擊案與1993年長島鐵路槍擊案當中，兇手都有使用儒格P89作案。

## 衍生型

### P85／P85 Mk II
P85是在1985年研發，但直到1987年才開始出售。它僅裝有雙／單動操作式扳機、待擊解脫裝置和手動保險。P85的價格實惠，最初的零售價僅為＄295，比最接近的競爭對手便宜約＄100。
儒格P85是一款全尺寸雙／單動操作式合金底把制式手槍，最初設計用於參加1984年美國軍用手槍試驗。不幸的是，其設計直到試驗以後才得到最終定型。幸運的是，P85在民用和執法市場上很受歡迎；但在一次撞針意外走火所引發的事故以後，很多槍被召回。如果撞針在撞針擋塊前面破裂，那麼對降下的擊錘施力的保險裝置可以將足夠的能量傳遞給破碎的撞針並且引致走火。P85被召回以後，還裝上了新型的保險裝置，可在待擊解脫操作期間防止撞針與擊錘發生接觸。這種修改是免費的。這款經過更新的P85在1989年被命名為P85 MK II。其他的更新包括更大型的保險桿和更高的準確性。以後P85 MK II生產多年，直到1992年。到那時正在生產P89（雖然去年就已推出），這基本上只是一個重新包裝過後的P85 MK II。在推出P89之後，由於不再需要生產P85而就這樣停產。

### P89

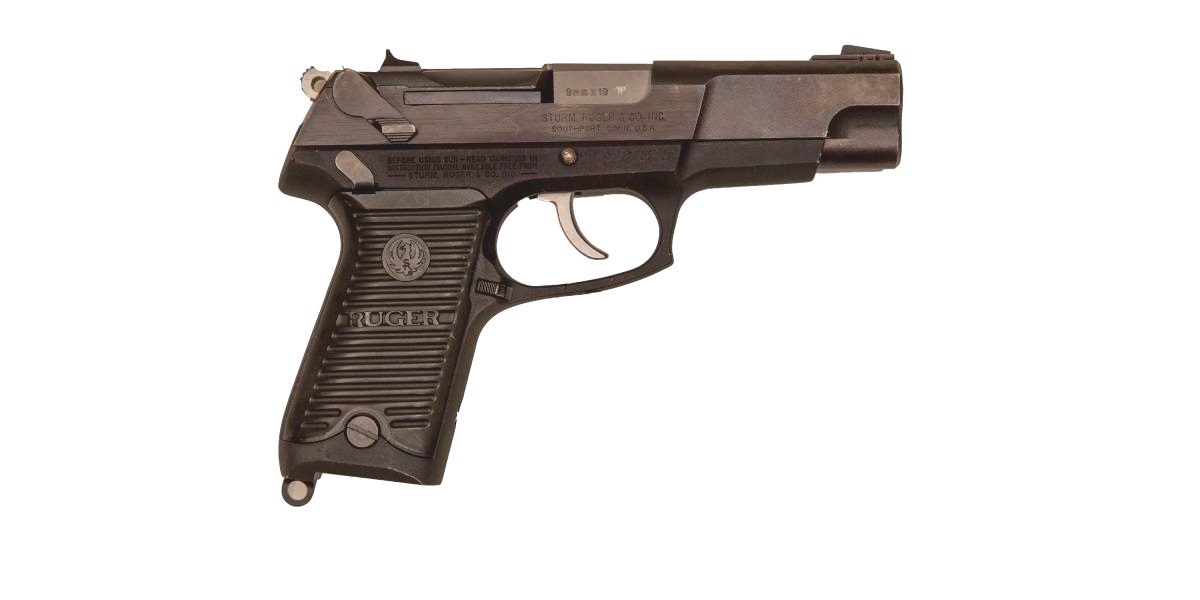
烤藍表面處理的儒格P89。

P89是P85 Mk II的升級型，它導入了許多新功能，包括純雙動操作型號。與P85一樣，所有P89都配有熔模鑄製的鋁合金底把。1992年，儒格生產了一款限量型的P89X可轉換口徑型，配備了第二套槍管及復進彈簧組件，可在9×19毫米帕拉貝倫和7.65×21毫米魯格（又稱：.30 Luger）口徑之間進行轉換。儒格只在1994年生產了僅僅5,750套兩根槍管的組件。P89是最受歡迎和產量最多的P系列型號之一。2009年底，儒格宣佈將它停產。

### P90
P90是採用了熔模鑄製的鋁合金底把的P89的.45 ACP口徑放大型。1991年，它由儒格所推出，為該公司在.45 ACP口徑手槍的首度嘗試，並且與西格&紹爾P220、史密斯&威森4500系列作直接競爭，並在較小程度上與同年推出市面的格洛克21競爭。P90的準確度在其價格而言被認為高於平均水平。P90生產至2010年。

### P91
P91基本上是P89的.40 S&W口徑版本。與其前型一樣，它亦裝有熔模鑄製的鋁合金底把。它只生產了兩年，就只在1992年到1994年間。

### P93
P93於1993年研發，但直到1994年才推出。P93在設計上為P89的緊湊型版本；因此，仍然裝有熔模鑄製的鋁合金底把；雖然其底把比P89較薄，但它亦省略了一些不必要的部件。它專為對重量較為輕便或更容易隱藏武器感興趣的射擊者而設計。P93取消了P89的喇叭狀鼻樑，而且裝有外觀不同、更有厚重感的格子狀握把。彈標準容量為15或10發。P93裝有一根3.9英寸的槍管，並且採用與P89一樣的下撥式連桿。P93比其他衍生型更多是純雙動操作型號。P93於2004年與P94一同停產。

### P94
P94是P93的中型化，略為加大的衍生型。P94裝有一根長達4.3英寸的槍管，而非原來的3.9英寸槍管，仍然裝有熔模鑄製的鋁合金底把。與P93一樣，P94於1994年推出。P94亦裝有外觀不同、更有厚重感的格子狀握把。P94採用全長度“流線型”套筒佈局，採用了9×19毫米魯格口徑，而P944D則是.40 S&W口徑。
P94在推出的十年後，於2004年停產。然而，P944D衍生型生產到2009年為止。

### P95
P95於1996年推出，其中包含了早期型P系列手槍的一些變化，包括像P93一樣短的3.9英寸槍管。最大的變化是將底把結構由原來的熔模鑄製鋁合金轉換為基於陶氏化工公司的“Isoplast”研發出的玻璃钢增強聚氨酯所製成的新型高度耐撞聚合物底把。第一批P95配備了光滑的黑色聚合物底把，裝有鉤狀扳機護環，但取消了附件導軌和握把紋理薄弱。後來的P95型號採用了啞光的聚合物底把，增強了握把紋理、追加了附件導軌和改為圓形扳機護環。P95是該系列當中最後一款完全停產的產品之一。大多數P95的設計在2004年和2005年停產，但某些P95的型號生產直到2009年和2013年才為止。

### P97
P97基本上是P95的.45 ACP口徑版本，類似於P90。 P97所採用的彈匣是與P90相同的單排式.45 ACP彈匣。它僅有待擊解脫裝置及純雙動操作配置版本。它裝有可調節的照門，並且保留了P95的玻璃钢增強型聚合物底把。而準星則被固定，並且在後部以固定螺釘定位。然而，與P95不同的是，P97的底把從未獲得過改進，比如增強握把紋理和追加附件導軌，始終保留了原來的光滑底把。P97於1999年至2004年之間生產。

### P345
P345於2004年推出，它整合了可將保險在保險位置鎖定的內置式鑰匙鎖、上膛指示器，以及可在除下彈匣時阻擋撞針運動的彈匣切斷裝置。它還具有許多符合人體工程學的改進，例如新型的聚合物底把設計（比同為雙排式的衍生型P95和P97還要收窄）和剖面較低的保險桿。可是它取消了雙手靈巧的滑套卡榫或彈匣釋放撥桿。該槍的這兩款控件都僅僅為右利手的射手而設計的。P345PR型號在底把防塵蓋以上增加了一條整體式STANAG 2324皮卡汀尼導軌，這種標準導軌可更廣泛配裝市面上流行的各種戰術燈、雷射瞄準器等通用手槍附件。它的設計目的是在各個要求武器具備縝密的保險措施的州份以內合法銷售。P345於2013年停產，並且被新款的SR45所取代。

## 圖集

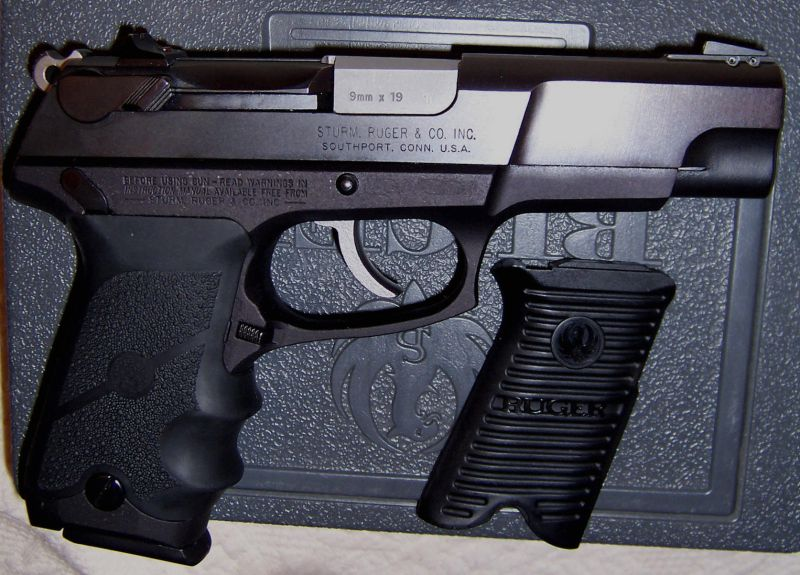
儒格P89及其的原裝與裝在槍上的霍格凹槽式握把。
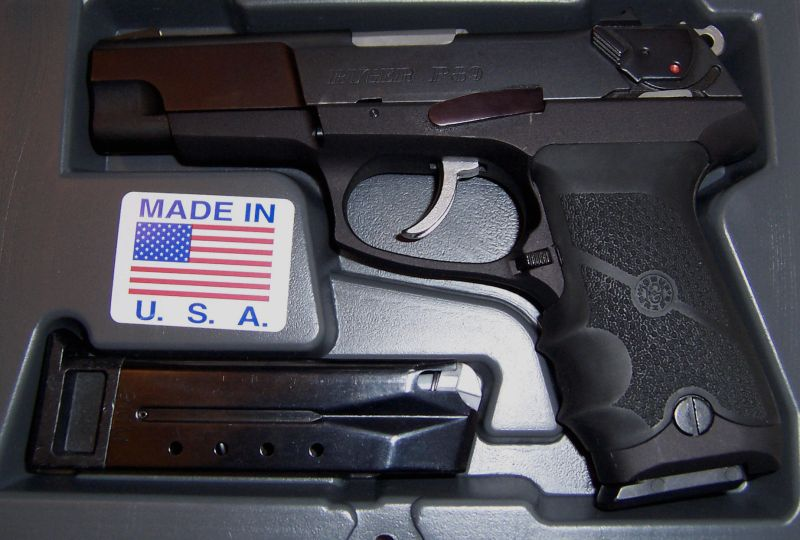
裝上霍格凹槽式握把並且收於槍盒以內的儒格P89及其彈匣。
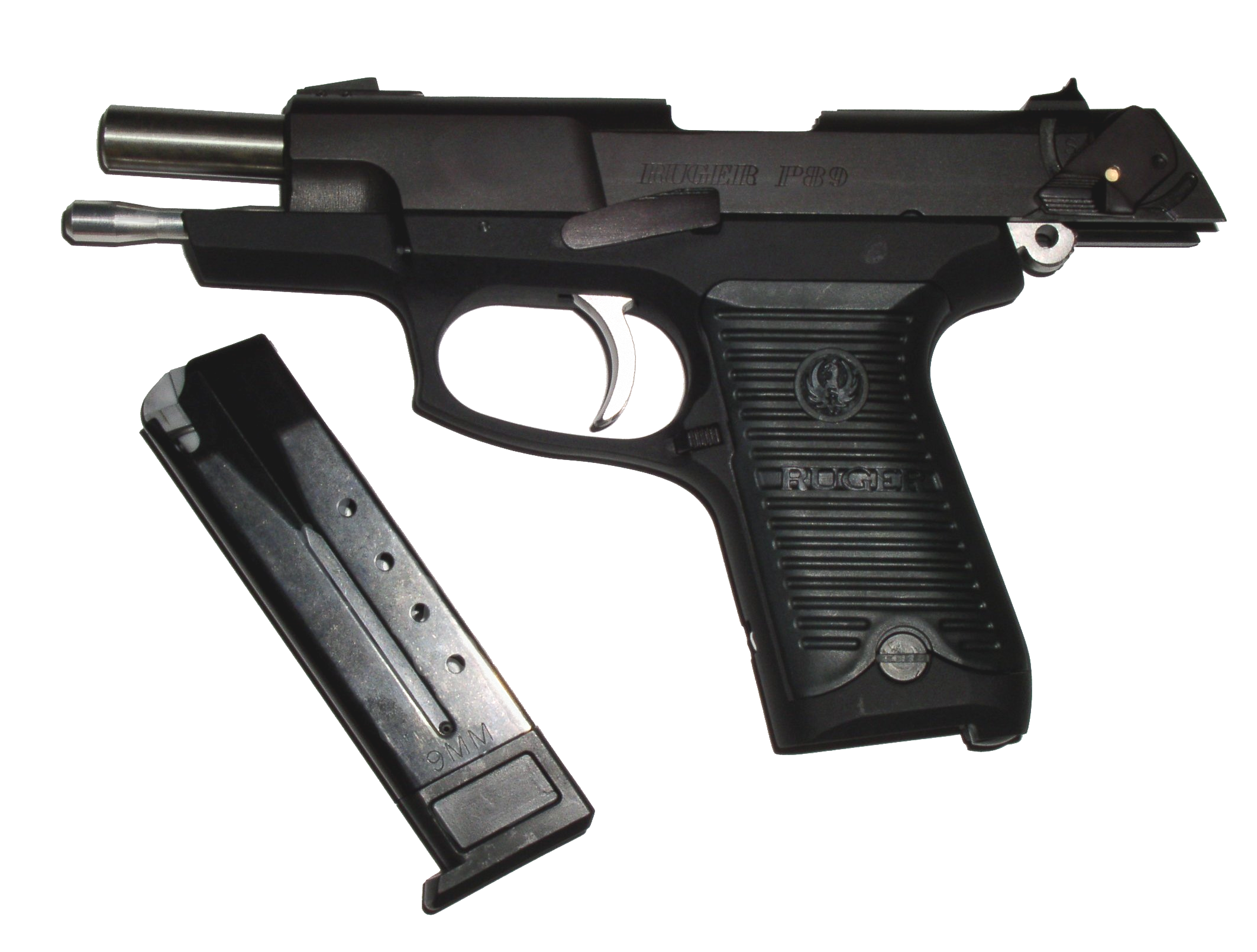
空槍掛機以下、套筒後方鎖定並且卸下彈匣的儒格P89。
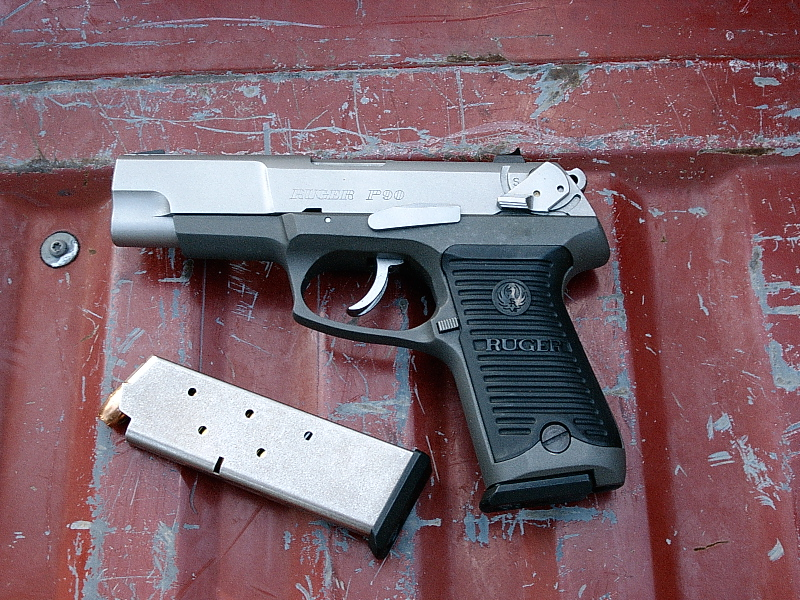
P90及其彈匣。
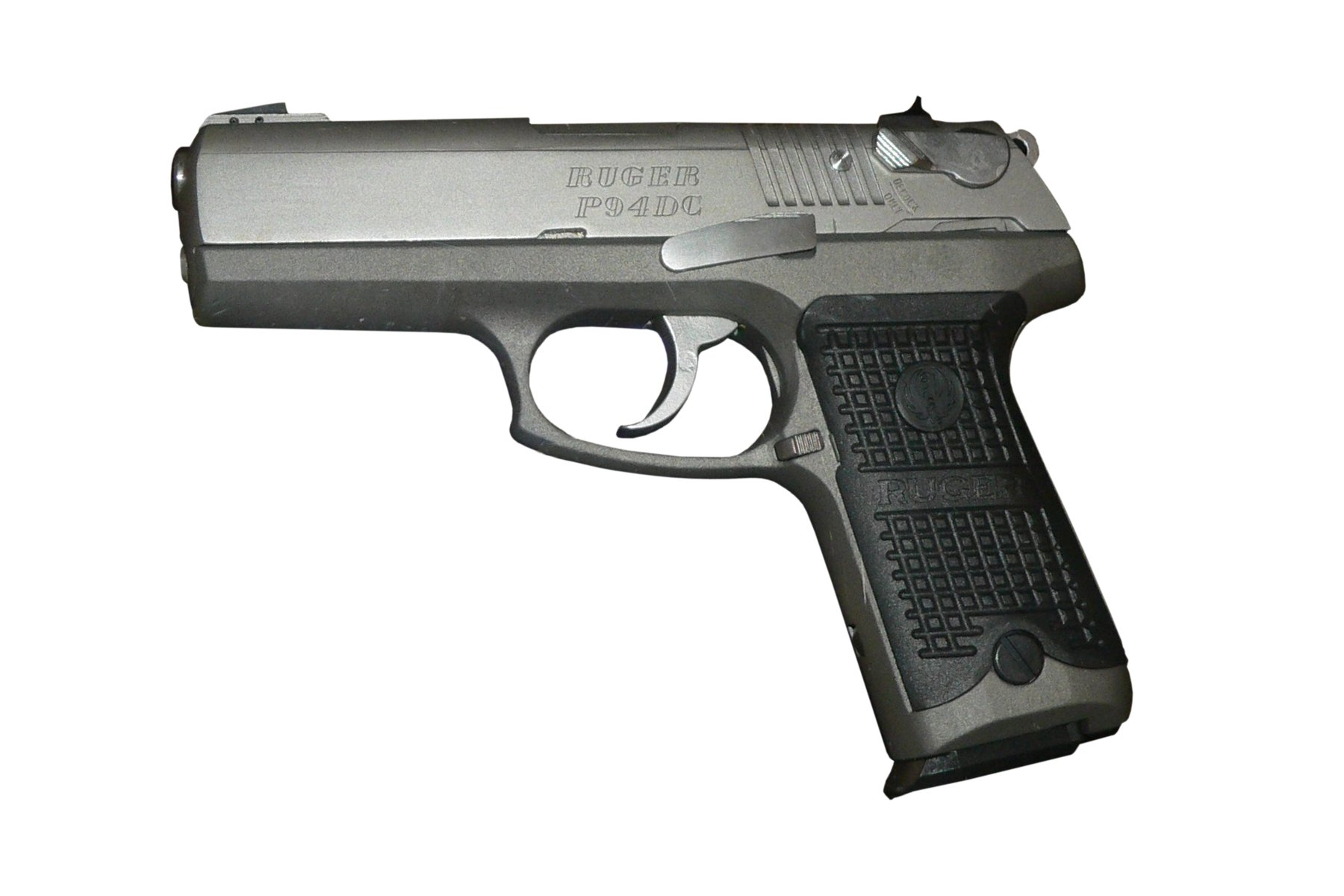
KP94DC，純待擊解脫型。
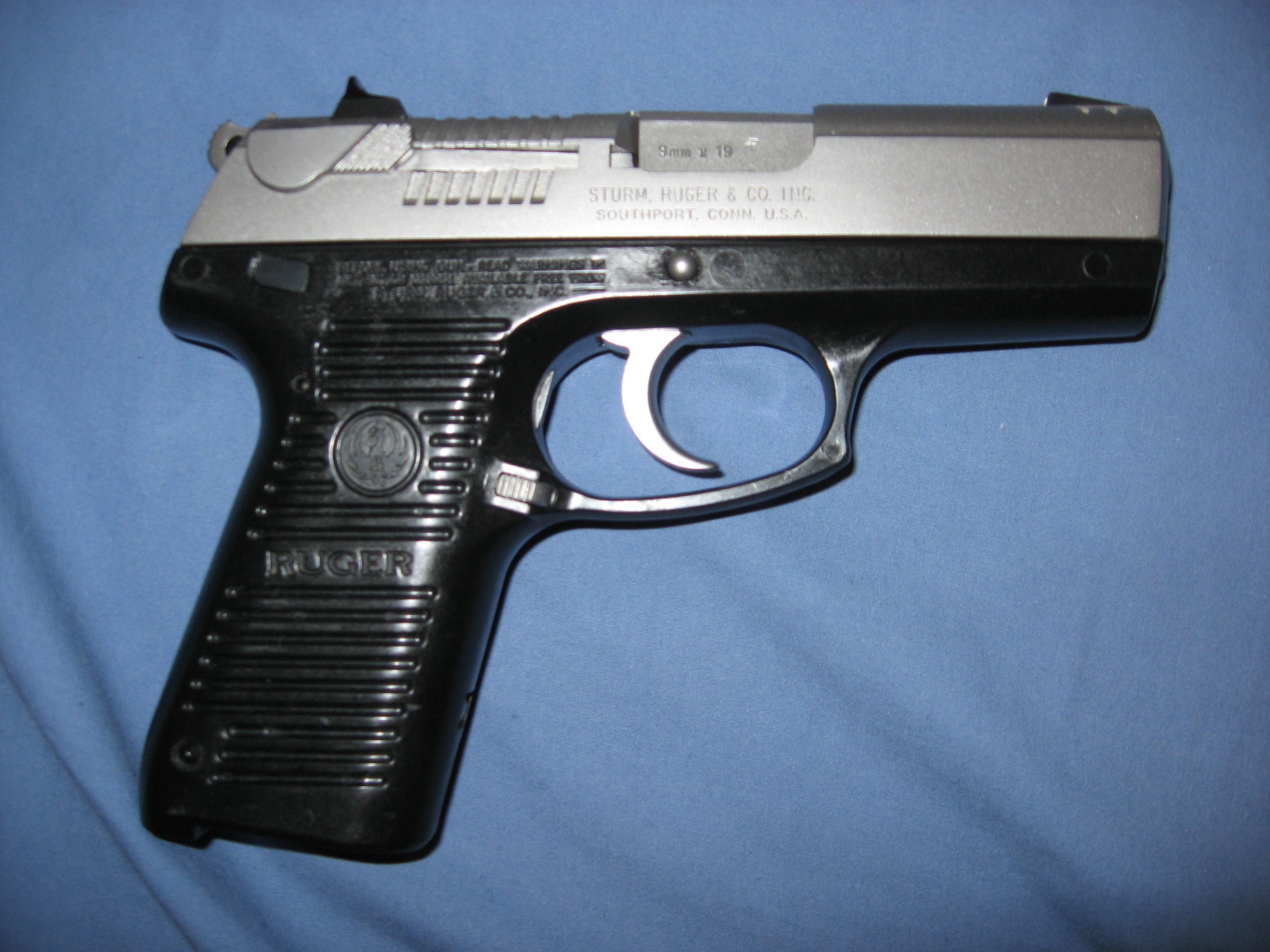
KP95原型，無皮卡汀尼導軌。
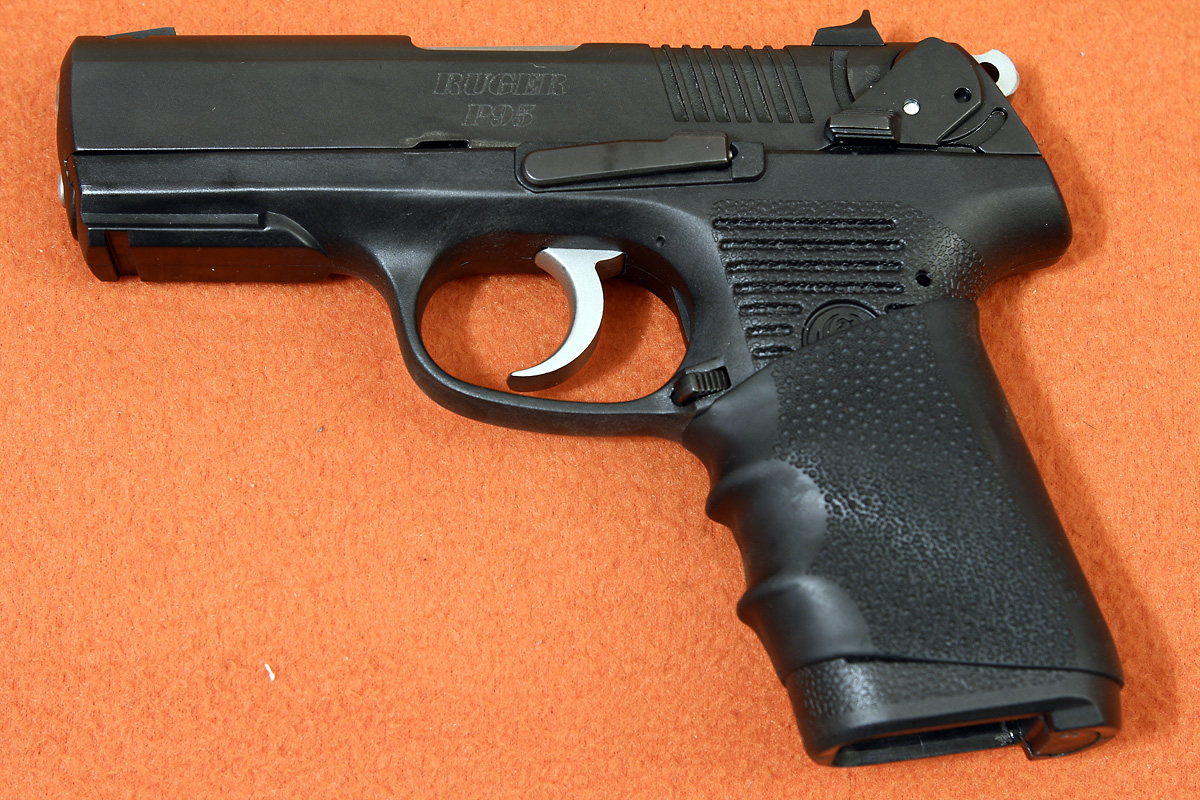
在防塵蓋整合了皮卡汀尼導軌的後期型P95PR，並且裝上了霍格Handall凹槽式握把套。
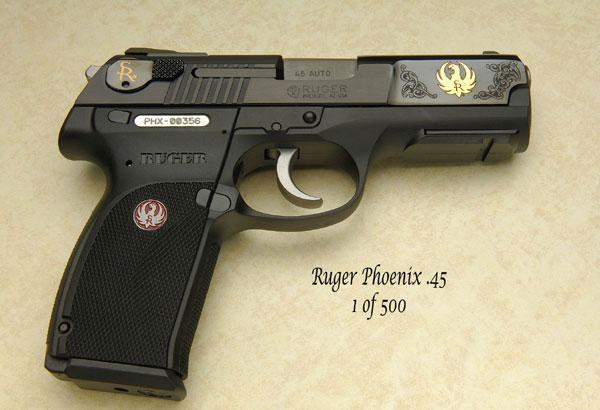
TALO分銷公司推出的儒格P345鳳凰型。

## 資料來源
1. 1 2 3 4  Glenn Barnes "Ruger's P series: what's wrong with Ruger's P-series semiauto pistols? Not a darn thing, says the author". Guns Magazine. FindArticles.com. （页面存档备份，存于）. Retrieved 2009-11-03.
2. 1 2  Ruger P series （页面存档备份，存于）, Modern firearms.
3. 1 2  P85 instruction manual （页面存档备份，存于）. Retrieved 2009-11-03.
4. 1 2  Shooting Illustrated | Ruger P85 （页面存档备份，存于）, Retrieved 2017-06-26.
5. ↑  Walsh, Robert. . Crime Magazine. 30 April 2015  [1 April 2018]. （原始内容存档于2015-09-05）.
6. ↑  .   [2018-10-02]. （原始内容存档于2018-08-26）.
7. 1 2  Ruger instruction manuals and product history （页面存档备份，存于）. Retrieved 2009-11-03.

- Ayoob, Massad. "Ruger: The Value 45 Auto", Gun Combat Annual, 2000.

## 外部連接
- （英文）—Sturm, Ruger & Co. web site （页面存档备份，存于）